# 宮内淑子
宮内 淑子（みやうち よしこ）は、日本の実業家、コラボレーションプロデューサー。株式会社ワイ・ネット（Y.NET）代表取締役社長。

## 人物・来歴
大学卒業後、NHKおよび民法のテレビ・ラジオの、キャスター、パーソナリティー、ディレクター等を務める。
1989年に兵庫県主任広報専門員に選出される。これは民間人のノウハウと女性の感性を行政に活かすという趣旨のもので、全国でも最初期の、行政が民間人を正式な職員として採用する試みであった。自治体の広報戦略やオンブズマン的機能を果たす。
1991年バブル崩壊後の不景気脱却の起爆剤となるナスダック・ジャパンの創設、新興市場の立ち上げなどのきっかけをつくる大蔵省（現財務省）の「しなやかな行動派と語らう会」のコーディネートをつとめる。これによりソフトバンクや楽天などが上場を果たしITバブルによる日本の景気回復につながる。
1992年に、兵庫県知事に東京での情報発信の場を設けることを訴えて開設された「ひょうご倶楽部・東京」の中の一室として「コミュニケーション･ビューロー」を開設し代表に就任。講演会や提言会等を組織し、活動を通じて多彩なヒューマンネットワークを築く。
1994年に株式会社ワイ・ネットを設立。各業界のスペシャリストをヒューマンネットワークと連結することによる、コンサルティング、プロデュース、カルティベイトを軸とするビジネスを展開。「次世代産業ナビゲーターズフォーラム」、「２１C  NAVIGATORS'COMMITTEE」等の産官学を繋ぐ様々な会を組織している。
1995年阪神・淡路大震災を経験、高度情報社会の脆弱性を痛感、メディアスティック株式会社を設立。これまでの通話型からインターネットを活用し、誰でも簡単にネットにつながるITストレスフリーのユビキタス情報環境の創造を目指し、自動認識技術を応用したモバイルメタデータベースシステムを構築、今でいうQRコードを携帯で読み取りネットにつながる仕組みの普及に貢献、情報セキュリティ文化賞を2008年に受賞する。表彰理由は、「モバイルビジネスの方向性に大きな影響を与えた二次元コードを始め、個人情報の分割暗号化によるデータベース技術「データジグソー」等の開発を牽引する一方、科学技術・学術審議会専門委員、電子自治の推進に関する懇談会委員等としての活動を通じ、情報セキュリティ環境の高度化に多方面にわたり寄与したことによる」とされる。
2018年に、一般社団法人サーキュラーエコノミー推進機構(Circular Economy Organization、CEO)を設立し、専務理事に就任。CEOは、優秀なデータサイエンティストの人材育成を行うための産学連携のプラットフォームを提供している。IoT、ビッグデータ、モバイル、クラウド、AI など、技術の革新的発展により生まれてきた新しい産業を支えるための人財育成や情報提供・提案を行う。「CEOプログラム」と呼ばれる、学生が企業の中で現場のデータを使って課題に取り組むプログラムをマネジメントしている。
国や財団の委員・理事等も多く務め、文部科学省科学技術・学術審議会専門委員、東京大学生産技術研究所アドバイザー、公益財団法人日本漢字能力検定協会理事、兵庫県参与 、公益財団法人高橋産業経済研究財団評議員、 NPO法人地域文化アーカイブス理事、 一般社団法人アジア太平洋フォーラム理事 、認定NPO法人救命ヘリ病院ネットワーク審議員、文部科学省「日本の未来を拓く情報有識者会議」コーディネーターなどを務めている。
その他、経済産業省グローバル金融システムおよび日本経済再生委員会座長をはじめ、日本セキュリティマネージメント学会実行委員、総務省地域づくり懇談会構成員、地域資産デジタルコンテンツ発信事業審査会委員、総務省電子自治の推進に関する懇談会委員、総務省電子自治の推進に関する懇談会セキュリティWG委員、文部科学省次世代スーパーコンピュータ作業部会委員、文部科学省次期フラッグシップシステムに係るシステム検討WG委員、北陸先端科学技術大学院大学博士課程教育リーディング申請委員、大蔵省「しなやかな行動派と語らう会」座長等を歴任、幅広い活動をしている。経済同友会会員。日本ペンクラブ会員。

## 著書
- 『本当にすごい人はできる人を瞬時に見極める』実業之日本社
- 『もっと劇的に話してみませんか』KKベストセラーズ
- 『なりたい自分へ印象革命』PHP研究所
- 『人類共存のシナリオ（監修）』時事通信社

## 受賞歴・称号
- 第4回情報セキュリティ文化賞[1]
- NHK会長賞
- つくばベンチャー大賞[2]
- 名誉シュヴァリエ(フランスチーズ鑑評騎士の会[3])